# 나카하라 슈토
나카하라 슈토(일본어: 中原 秀人, 1990년 10월 29일 ~ )는 일본의 축구 선수이다.

## 구단 경력
그는 2012년부터 2024년까지 J리그의 기라반츠 기타큐슈, 아비스파 후쿠오카, 가고시마 유나이티드 FC에서 활동하였다.